# Actaea angusta
Actaea angusta es una especie de crustáceo decápodo de la familia Xanthidae.

## Distribución
Habita en la isla Española, una de las islas Galápagos.